# ヴィルヘルム・ツー・シャウムブルク＝リッペ
ヴィルヘルム・ツー・シャウムブルク＝リッペ（Wilhelm zu Schaumburg-Lippe, 1834年12月12日 - 1906年4月4日）は、ドイツのシャウムブルク＝リッペ家の侯子で、オーストリア＝ハンガリー二重帝国の将軍。最終階級は騎兵大将。ボヘミア地方東部のナーホトの領主でもあった。

## 生涯
シャウムブルク＝リッペ侯ゲオルク・ヴィルヘルムとその妻でヴァルデック＝ピルモント侯ゲオルク1世の娘であるイーダの間の第7子、三男としてビュッケブルクに生まれた。1854年から1856年までボン大学で学び、1859年にオーストリア帝国軍の士官となった。翌1860年に父の死に伴ってナーホトの所領を相続すると、1861年に騎兵大尉の階級のままで軍隊を辞し、領地の経営に専念した。1862年5月30日にデッサウにおいて、アンハルト＝デッサウ公子フリードリヒ・アウグストの娘バティルディスと結婚した。夫妻は当初はナーホト城に住んだが、その後は改修されたラティボジツェ城に移った。夫妻は非常に仲睦まじかった。
ヴィルヘルムは1866年の普墺戦争に際して再びオーストリア軍に復帰し、オーストリア皇帝フランツ・ヨーゼフ1世から陸軍少佐の地位と軍事功労十字章（Militärverdienstkreuz）を授けられた。コペンハーゲンに滞在中だった妻バティルディスが和平締結後にようやくラティボジツェ城に戻ってまもなく、夫妻は11月2日にフランツ・ヨーゼフの訪問を受けた。1867年、ヴィルヘルムはオーストリア貴族院の世襲議員席を与えられた。
1875年には鉄十字勲章（Orden der Eisernen Krone）1等勲章を授けられ、1876年には中佐に昇進した。1879年には大佐となってボヘミア第14竜騎兵連隊（K.u.k. Böhmisches Dragoner-Regiment „Fürst zu Windisch-Graetz“ Nr. 14）の連隊長に就任し、1885年には少将、1890年には中将となった。1899年にはオーストリア帝室レオポルト勲章（Österreichisch-kaiserlicher Leopold-Orden）の大勲章を授けられ、1901年には騎兵大将となった。
1906年4月4日、居城のラティボジツェ城で死去した。彼の死の数時間前には同じ城内で息子フリードリヒの妃ルイーセ（デンマーク王フレゼリク8世の娘）が死去している。ヴィルヘルムの葬儀は軍葬とされる名誉に浴し、遺骸はナーホトの教会墓地にある妻の墓の隣に埋葬された。

## 子女
妻バティルディスとの間に4男4女の8人の子女があった。
- シャルロッテ・マリー・イーダ・ルイーゼ・ヘルミーネ・マティルデ（1864年 - 1946年） - 1886年、ヴュルテンベルク王ヴィルヘルム2世と結婚
- フランツ・ヨーゼフ・レオポルト・アドルフ・アレクサンダー・アウグスト・ヴィルヘルム（1865年 - 1881年）
- フリードリヒ・ゲオルク・ヴィルヘルム・ブルーノ（1868年 - 1945年） - 1896年、デンマーク王女ルイーセと結婚（1906年死別）1909年、アンハルト公女アントイネッテと再婚
- クリスティアン・アルブレヒト・ガエターノ・カール・ヴィルヘルム（1869年 - 1942年） - 1897年、ヴュルテンベルク公女エルザ[注釈 1]と結婚
- マクシミリアン・アウグスト・ヤロスラフ・アーダルベルト・ヘルマン・ゲオルク（1871年 - 1904年） - 1898年、ヴュルテンベルク公女オルガ[注釈 2]と結婚
- バティルディス・マリー・レオポルディーネ・アンナ・アウグステ（1873年 - 1962年） - 1895年、ヴァルデック＝ピルモント侯フリードリヒと結婚
- フリーデリケ・アーデルハイト・マリー・ルイーゼ・ヒルダ・オイゲーニエ（1875年 - 1971年） - 1898年、ザクセン＝アルテンブルク公エルンスト2世と結婚（1920年離婚）
- アレクサンドラ・カロリーネ・マリー・イーダ・ヘンリエッテ・ユリアーネ（1879年 - 1949年）